# Seuil de tolérance
Seuil de tolérance est une pièce de théâtre de Frédéric Sabrou créée au Festival Off d'Avignon en 2021 dans une mise en scène d'Armand Éloi au Théâtre du Grand Pavois et reprise en 2022 à Présence Pasteur.

## Argument
La pièce décrit les cas de conscience d’un couple qui a décidé d’accueillir une étudiante italienne pendant une semaine pour se consoler du départ de leur fils, mais l’organisme, Fun Travels, leur envoie un jeune musulman de Bruxelles à la mine patibulaire. Qu’est-il venu faire chez eux, dans cette paisible petite ville au bord de la mer ? La peur grandit. Mais peut-on se permettre ces sentiments de méfiance alors qu’on se targue d’être humaniste et tolérant ? La pièce, écrite peu de temps après les attentats de 2015, renvoie au climat de suspicion lié à cette période.

## Distribution (2021)
- Malik Amraoui : Malik
- Gauthier Fourcade : Michel
- Isabelle Hétier : Alice